# 贺瑞麟 (1824年)
贺瑞麟（1824年—1893年），原名贺均，字角生。清代理学家、教育家、书法家。曾授业于李桐阁，与薛于瑛、杨树椿并称“关中三学正”。
同治九年（公元1870年）创立正谊书院。后经督学吴大徵凑请，清廷授予他国子监学正衔。
主要作品有《朱子五书》《信好录》《养蒙书》《清麓文钞》《三原县新志》《三水县志》《女儿经》等。